# British Rail 159 sorozat

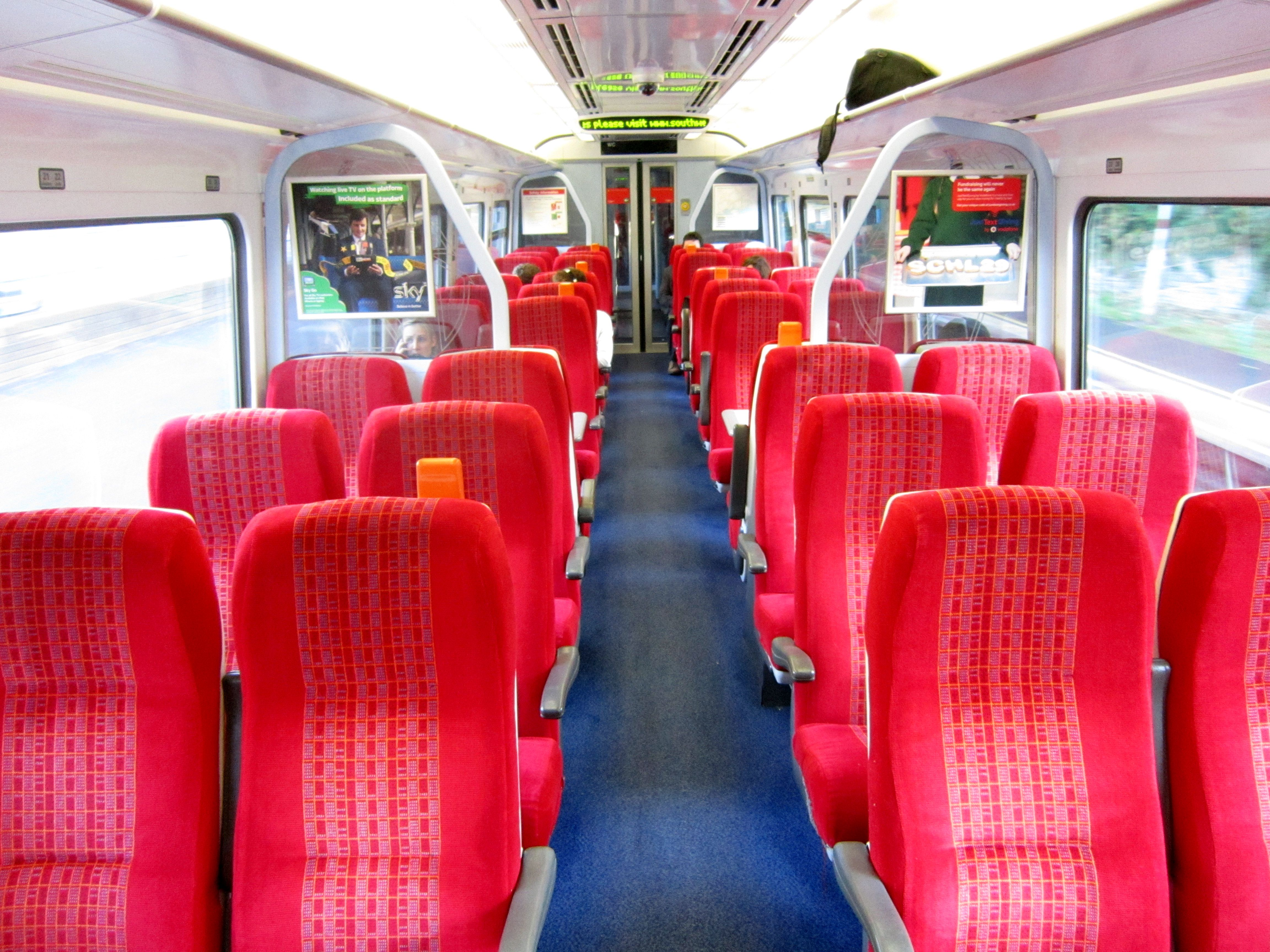
Másodosztályú utastér

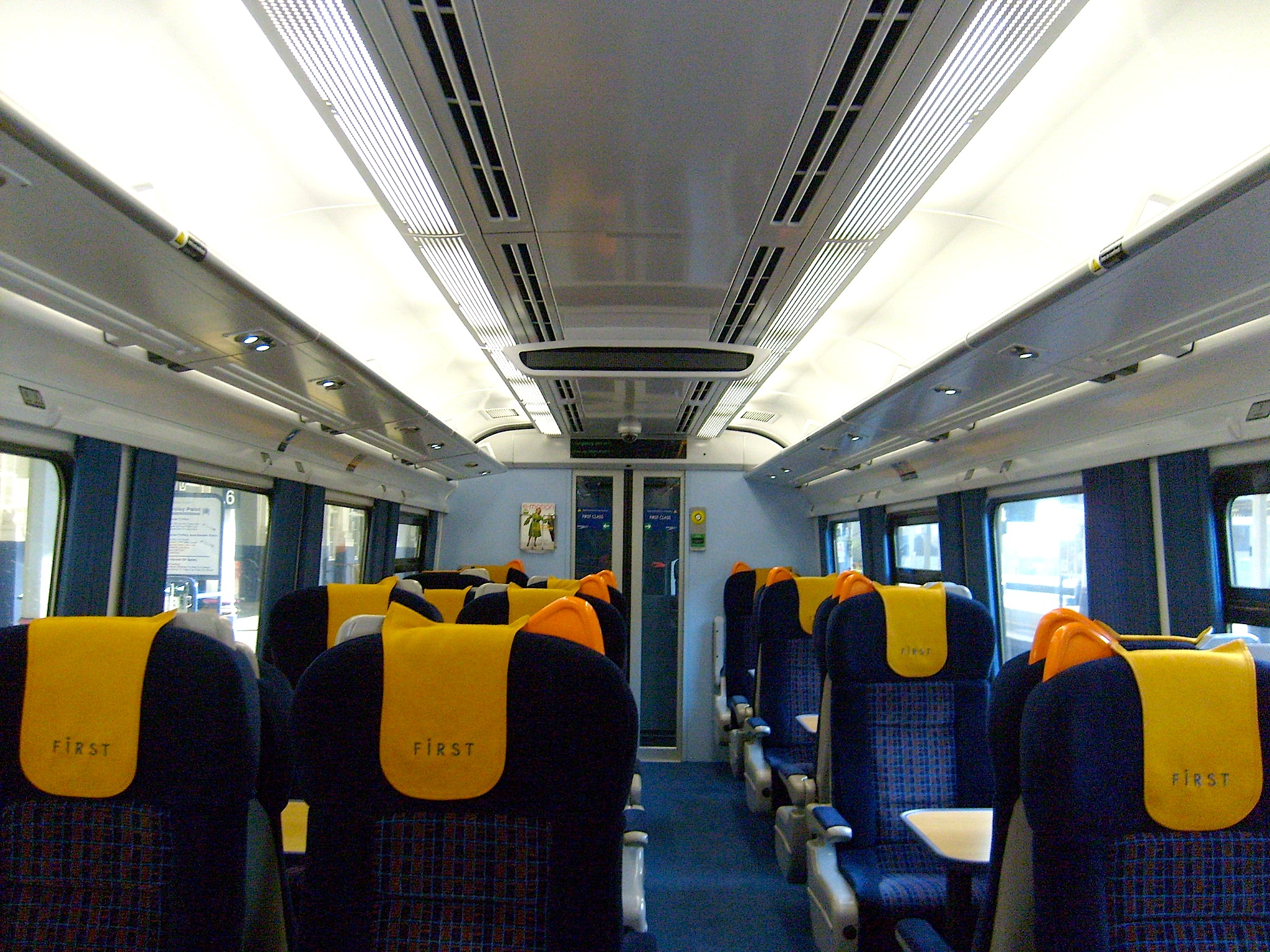
Első osztályú utastér

A British Rail 159 sorozat egy angol háromrészes dízelmotorvonat-sorozat.
Az South West Trains-nek  British Rail 158 és 159 motorvonatai vannak (utóbbi az előbbi felújított változata, megjelenésben majdnem teljesen megegyeznek). Ezek szinte teljes mértékben a Salisbury vonal kiszolgálására szerezte be a SWT. Kialakítása és festése hasonló a többi intercity motorvonathoz. Itt is megtalálható a vonat elején a középső átjáró, amire szükség is van, mivel a 3 részes motorvonatok gyakran közlekednek kapcsolt módban. A dízelmotorok és a teljes vezérlés a (egyébként igen magas) kocsiszekrény alatt elférnek, csak a kocsi végén a harmonika mellett látszik az ezüstszínű kipufogó, amelyet egészen a tetősíkig felvezettek.